# اتفاقية أوسلو
اتفاقية أوسلو أو معاهدة أوسلو أو أوسلو 1، والمعروفة رسمياً باسم إعلان المبادئ حول ترتيبات الحكم الذاتي الانتقالي هو اتفاق سلام وقَّعته إسرائيل ومنظمة التحرير الفلسطينية في مدينة واشنطن الأمريكية في 13 سبتمبر 1993، بحضور الرئيس الأمريكي وقتها بيل كلينتون. وسمِّي الاتفاق نسبة إلى العاصمة النرويجية أوسلو التي تمَّت فيها المحادثات السرِّية التي تمت في عام 1991 أفرزت هذا الاتفاق في ما عرف بمؤتمر مدريد.
تعتبر اتفاقية أوسلو، التي تمَّ توقيعها في 13 سبتمبر/ أيلول 1993، أوَّل اتفاقية رسمية مباشرة بين إسرائيل ممثلة بوزير خارجيتها آنذاك شمعون بيريز، ومنظمة التحرير الفلسطينية، ممثلة بأمين سر اللجنة التنفيذية ياسر عرفات. وشكَّل إعلان المبادئ والرسائل المتبادلة نقطة فارقة في شكل العلاقة بين منظمة التحرير الفلسطينية وإسرائيل، التزم بموجبها الأطراف بالآتي (بالترتيب):
- التزمت منظمة التحرير الفلسطينية على لسان رئيسها ياسر عرفات بحق دولة إسرائيل في العيش في سلام وأمن والوصول إلى حل لكل القضايا الأساسية المتعلقة بالأوضاع الدائمة من خلال المفاوضات، وأن إعلان المبادئ هذا يبدأ حقبة خالية من العنف، وطبقا لذلك فإن منظمة التحرير تدين استخدام الإرهاب وأعمال العنف الأخرى، وستقوم بتعديل بنود الميثاق الوطني للتماشى مع هذا التغيير، كما وسوف تأخذ على عاتقها إلزام كل عناصر أفراد منظمة التحرير بها ومنع انتهاك هذه الحالة وضبط المنتهكين.
- قررت حكومة إسرائيل على لسان رئيس وزرائها اسحق رابين أنه في ضوء التزامات منظمة التحرير الفلسطينية، الاعتراف بمنظمة التحرير الفلسطينية باعتبارها الممثل للشعب الفلسطيني، وبدء المفاوضات معها.

كما وجه ياسر عرفات رسالة إلى رئيس الخارجية النرويجي آنذاك يوهان يورغن هولست يؤكد فيها أنه سيضمن بياناته العلنية موقفا لمنظمة التحرير تدعو فيه الشعب الفلسطيني في الضفة الغربية وقطاع غزة إلى الاشتراك في الخطوات المؤدية إلى تطبيع الحياة ورفض العنف والإرهاب والمساهمة في السلام والإستقرار والمشاركة بفاعلية في إعادة البناء والتنمية الاقتصادية والتعاون.
وينص إعلان المبادئ على إقامة سلطة حكم ذاتي انتقالي فلسطينية (أصبحت تعرف فيما بعد بالسلطة الوطنية الفلسطينية)، ومجلس تشريعي منتخب للشعب الفلسطيني في الضفة الغربية وقطاع غزة، لفترة انتقالية لا تتجاوز الخمس سنوات، للوصول إلى تسوية دائمة بناء على قراري الأمم المتحدة 242 و338. بما لا يتعدى بداية السنة الثالثة من الفترة الانتقالية.
ونصت الاتفاقية، على أن هذه المفاوضات سوف تغطي القضايا المتبقية، بما فيها القدس، اللاجئون، المستوطنات، الترتيبات الأمنية، الحدود، العلاقات والتعاون مع جيران آخرين.
تبع هذه الاتفاقيات المزيد من الاتفاقيات والمعاهدات والبروتوكولات مثل اتفاق غزة اريحا وبروتوكول باريس الاقتصادي الذي تم ضمهم إلى معاهدة تالية سميت باسلو 2.

## من أهم ما تنص عليه الاتفاقية
1. تنبذ منظمة التحرير الفلسطينية الإرهاب والعنف (تمنع المقاومة المسلحة ضد إسرائيل) وتحذف البنود التي تتعلق بها في ميثاقها كالعمل المسلح وتدمير إسرائيل (الرسائل المتبادلة - الخطاب الأول)
2. تعترف إسرائيل بمنظمة التحرير الفلسطينية على أنها الممثل الشرعي للشعب الفلسطيني.(الرسائل المتبادلة - الخطاب الثاني)
3. تعترف منظمة التحرير الفلسطينية بدولة إسرائيل (على 78% من أراضي فلسطين – أي كل فلسطين ما عدا الضفة الغربية وغزة).
4. خلال خمس سنين تنسحب إسرائيل من أراض في الضفة الغربية وقطاع غزة على مراحل أولها أريحا وغزة اللتين تشكلان 1.5% من أرض فلسطين.
5. تقر إسرائيل بحق الفلسطينيين في إقامة حكم ذاتي (أصبح يعرف فيما بعد السلطة الوطنية الفلسطينية) على الأراضي التي تنسحب منها في الضفة الغربية وغزة (حكم ذاتي للفلسطينيين وليس دولة مستقلة ذات سيادة).

كملة بنود الاتفاقية:
1. إقامة مجلس تشريعي منتخب للشعب الفلسطيني في الأراضي الخاضعة للسلطة الفلسطينية.
2. إنشاء قوة شرطة من أجل حفظ الأمن في الأراضي الخاضعة للسلطة الفلسطينية.
3. إسرائيل هي المسؤولة عن حفظ أمن منطقة الحكم الذاتي من أية عدوان خارجي (لا يوجد جيش فلسطيني للسلطة الفلسطينية).
4. بعد ثلاثة سنين تبدأ "مفاوضات الوضع الدائم" يتم خلالها مفاوضات بين الجانبين بهدف التوصل لتسوية دائمة. وتشمل هذه المفاوضات القضايا المتبقية بما فيها:
  - القدس (من يتحكم بالقدس الشرقية والغربية والأماكن المقدسة وساكنيها...الخ).
  - اللاجئون (حق العودة وحق التعويض..الخ).
  - المستوطنات في الضفة الغربية والقطاع (هل تفكك أم تبقى أو تزيد زيادة طبيعة ومن يحميها السلطة أم الجيش الإسرائيلي - انظر الصورة).
  - الترتيبات الأمنية (كمية القوات والأسلحة المسموحة بها داخل أراض الحكم الذاتي، والتعاون والتنسيق بين شرطة السلطة الفلسطينية والجيش الإسرائيلي).

[بحاجة لمصدر]

## ردود فعل

الصفحة الأولى لجريدة القدس تظهر العنوان الرئيسي "توقيع إتفاق السلام الفلسطيني - الإسرائيلي" عقب توقيع الإتفاقية

في إسرائيل نشأ نقاش قوي بخصوص الاتفاقية؛ فاليسار الإسرائيلي دعمها، بينما عارضها اليمين. وبعد يومين من النقاشات في الكنيسيت حول تصريحات الحكومة حول موضوع الاتفاقية وتبادل الرسائل، تم التصويت على الثقة في 23 أيلول/ سبتمبر 1993 حيث وافق 61 عضو كنيسيت وعارض 50 آخرون، وامتنع 8 عن التصويت.
الردود الفلسطينية كانت منقسمة أيضا. ففتح التي مثلت الفلسطينيين في المفاوضات قبلت بإعلان المبادئ، بينما اعترض عليها كل من حركة حماس والجهاد الإسلامي والجبهة الشعبية لتحرير فلسطين والجبهة الديمقراطية لتحرير فلسطين وجبهة التحرير الفلسطينية (المنظمات المعارضة) لأن أنظمتهم الداخلية ترفض الاعتراف بحق إسرائيل في الوجود في فلسطين.
حركة حماس اعتبرت اتفاق أسلوا اتفاقاً باطلاً وصفته بـ «المشؤوم»، كونه أعطى الاحتلال الحق في «اغتصاب 78% من أرض فلسطين التاريخية»، وقالت الحركة إن ما بني علي باطل فهو باطل، وشعبنا الفلسطيني لن يلتزم بما التزمت به المنظمة، ولن يعترف بأي نتائج تنتقص ذرة واحدة من تراب فلسطين أو مقدساتها.
على كلا الجانبين كان هناك تخوفات من نوايا الطرف الآخر. وفهموا تلك المقولات على أنها محاولة لتبرير توقيع الاتفاقية بالتوافق مع التاريخ الديني، مع اتفاقيات مرحلية للوصول إلى الهدف النهائي. وكذلك عارض فلسطينيون آخرون مثل محمود درويش وإدوارد سعيد وعبد المجيد تايه ومحمد جهاد العموري وفاروق القدومي.
خشي العديد من الفلسطينيين أن إسرائيل لم تكن جادة بخصوص إزالة المستوطنات من الضفة الغربية وقطاع غزة، خاصة من المناطق المحيطة بالقدس. وخشوا أنهم حتى قد يزيدوا من وتيرة البناء على المدى الطويل ببناء مستوطنات جديدة وتوسيع الموجود منها.

## وصلات خارجية
- نص اتفاق أوسلو، موقع الكاشف